# Euro-Mediterran-Arabischer Länderverein
Der Euro-Mediterran-Arabische Länderverein (EMA e. V.) ist ein deutscher gemeinnütziger Verein, der im Bereich der Entwicklungszusammenarbeit zwischen Europa, insbesondere Deutschland, und den Ländern des Mittelmeerraums und des Nahen Ostens tätig ist. Der Verein ist politisch, religiös und weltanschaulich unabhängig. Er hat seinen Sitz in Berlin und unterhält Außenstellen in Hamburg, Casablanca und Tunis. Ziel des Vereins ist die Förderung der wirtschaftlichen Entwicklungszusammenarbeit und des politischen, kulturellen und akademischen Austauschs zwischen Deutschland und den Ländern Nordafrikas, des Nahen Ostens und der Region des Persischen Golfs (EMA-Region).

## Geschichte und Organisation
Die EMA wurde 2008 von Abdelmajid Layadi unter dem Namen Euro-Mediterraner Verein für Zusammenarbeit und Entwicklung gegründet. Im Jahr 2014 wurde der Verein umbenannt und trägt seitdem den Namen Euro-Mediterran-Arabischer Länderverein. Von 2014 bis 2017 war der ehemalige deutsche Bundespräsident Christian Wulff Präsident der Organisation. Im August 2017 wurde er zum Ehrenvorsitzenden ernannt, gemeinsam mit Prinz Hassan ibn Talal, Mitglied des jordanischen Königshauses, der dieses Amt seit Januar 2012 innehat.
Liste der Präsidenten
- Ralf Busch (August 2008 – August 2009)
- Horst H. Siedentopf (August 2009 – Dezember 2012)
- Adelheid Sailer-Schuster (Januar 2013 – August 2014)
- Christian Wulff (August 2014 – August 2017)
- Gabriele Groneberg (August 2017 – August 2021)
- Heike Fölster (seit August 2021)

## Aufgaben und Ziele
Vorrangige Aufgabe und Ziel des Vereins ist die Förderung und Stärkung der wirtschaftlichen Beziehungen und des interkulturellen Dialogs zwischen Europa – insbesondere Deutschland – und der Mittelmeer- und Nahostregion sowie zwischen den Ländern dieser Region selbst. Von besonderer Bedeutung für die EMA sind die Themen Frauenförderung, grüne Energieproduktion, Ernährungssicherheit, Digitalisierung und nachhaltige Lieferketten. In den Projekten und Aktivitäten wird die die Bedeutsamkeit von ökologischer und sozialer Nachhaltigkeit betont. Die EMA unterstützt deutsche Unternehmen beim Markteintritt sowie bei der Ausweitung ihrer Geschäftsaktivitäten in den Ländern der EMA-Region und setzt dabei auf einen ganzheitlichen Ansatz der ökologischen und sozialen Nachhaltigkeit: die Förderung des Wasser- und Energiemanagements zum Schutz der natürlichen Ressourcen, eine verantwortungsvolle Unternehmensführung, Know-how-Transfer sowie die Aus- und Weiterbildung von qualifiziertem Nachwuchs, Gleichberechtigung und die Achtung von Vielfalt im Hinblick auf die gesamte Gesellschaft.
Im Jahr 2014 wurde die Satzung um den Aspekt Corporate Social Responsibility (CSR) erweitert. Im Sinne der Unternehmensethik und der sozialen Verantwortung entwicklungspolitischer und wirtschaftlicher Verbände sieht es die EMA als ihre Aufgabe an, die von den Vereinten Nationen formulierten Prinzipien des Global Compact, die Principles for Responsible Investment (PRI) und die in den sogenannten Corporate Social Responsibility-Konventionen festgelegten Werte in ihrem Handeln umzusetzen. Damit wird sie nach eigenen Angaben ihrer Verantwortung gerecht, zu einer nachhaltigen Entwicklung in der internationalen Zusammenarbeit beizutragen.
Um die Langfristigkeit ihrer Partnerschaften zu gewährleisten, legt die EMA besonderen Wert auf ein vertieftes Verständnis der kulturellen Gegebenheiten der deutschen und arabischen Gesellschaften. Um diesem Anspruch gerecht zu werden und nicht nur den wirtschaftlichen, sondern auch den sozialen und kulturellen Austausch zu fördern, organisiert sie regelmäßig interkulturelle Trainings.

## Aktivitäten
Der Verein führt drei Arten von Aktivitäten durch: Services für ihre Mitglieder, internationale Kooperationsprojekte und Veranstaltungen.

### Services für Mitglieder

#### Markteintritt & B2B Matchmaking Strategic Partnerships
Um den Erfolg der spezifischen Ziele ihrer Mitglieder beim Eintritt in den Markt des Mittelmeerraums und des Nahen Ostens zu gewährleisten, bietet die EMA Matchmaking-Veranstaltungen an. Dort werden Unternehmen zusammengebracht und vernetzt um ihnen zu helfen, langfristige Beziehungen für strategische Partnerschaften aufzubauen.

#### Internationale Kooperationsprojekte
Wenn ein Mitglied eine Idee für ein Projekt in der EMA-Region hat, kann es von dem Netzwerk des Vereins aus politischen, wirtschaftlichen und zivilgesellschaftlichen Akteuren profitieren, um sein Projekt als internationale Kooperation zu realisieren.

#### Studien und Marktanalysen
Die EMA bietet ihren Mitgliedern die Durchführung von Marktforschungen und Studien an. Diese werden auf Anfrage für ein bestimmtes Projekt maßgeschneidert und beinhalten Konkurrenz- und Stakeholder-Analysen, Fakten über die neuesten Entwicklungen in einem bestimmten Bereich oder neue Geschäftsmöglichkeiten in einer Region.

#### Trainingsseminare zur Geschäftsanbahnung
Um interkulturelle Wirtschaftsbeziehungen zu ermöglichen und interkulturelles Einfühlungsvermögen und Wissen zu stärken, organisiert die EMA Trainingsseminare für Fach- und Führungskräfte. Die Seminare behandeln die sozio-politischen und wirtschaftlichen Gegebenheiten in der jeweiligen Region oder dem jeweiligen Land, Kenntnisse über Kommunikations- und Verhandlungspraktiken arabischer Geschäftspartner sowie praktische Tipps zur Geschäftsanbahnung. Die Seminarleiter sind Experten für das jeweilige Land und passen ihr Programm an die spezifischen Bedürfnisse der Teilnehmer an.

#### Übersetzungen
Der Verband bietet seinen Mitgliedern Übersetzungs- und Dolmetscherdienste in den Sprachen Arabisch, Deutsch, Englisch und Französisch an. Dies beinhaltet die beglaubigte Übersetzungen verschiedener Dokumente, die Unterstützung durch persönliche Dolmetscher bei der Kommunikation mit Behörden sowie die Revision von Übersetzungen.

#### Ausschreibungsdatenbank
Ein weiterer Service, den der Verein seinen Mitgliedern bietet, sind Informationen über aktuelle Ausschreibungen in der Wirtschaft. Die entsprechende Datenbank wird regelmäßig aktualisiert.

#### Veranstaltungen
Ein fester Bestandteil der EMA-Leistungen sind Veranstaltungen wie länderspezifische Foren, branchenspezifische Fachveranstaltungen oder Roundtables. Diese bieten die Möglichkeit, die Mitglieder über ein bestimmtes Thema zu informieren und sich mit Entscheidungsträgern zu vernetzen.

### Internationale Kooperationsprojekte

#### Das deutsch-arabische Frauenprojekt Ouissal

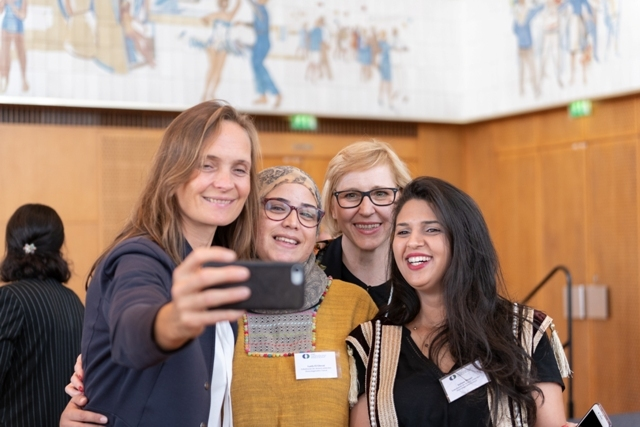
Teilnehmerinnen des deutsch-arabischen Frauenprojekts Ouissal

Ouissal (arabisch für „Brücke“ oder „Verbindung“) ist ein deutsch-arabisches Mentoring-Projekt für Unternehmerinnen, das von EMA-Generalsekretärin Clara Gruitrooy ins Leben gerufen und vom Bundesministerium für Familie, Senioren, Frauen und Jugend, dem Auswärtigen Amt und dem Bundesministerium für wirtschaftliche Zusammenarbeit und Entwicklung finanziell gefördert wird. Es wurde initiiert, um die wirtschaftliche und gesellschaftliche Teilhabe von Frauen zu stärken. Das Projekt richtet sich an Frauen aus Deutschland, Tunesien und Marokko mit dem Ziel eines nachhaltigen ökonomischen und sozialen Empowerments.

#### Landwirtschaft Marokko
Im Februar 2022 wurde ein auf drei Jahre angelegte deutsch-marokkanische Projekt gestartet, das sich auf den Agrarsektor in Marokko konzentriert. In der Stadt Ouezzane wurde eine Institution zur Aus- und Weiterbildung von Selbstständigen, Managern von KMU und Kooperativen im Agrar- und Lebensmittelverarbeitungssektor eingerichtet. Ziel ist es, die Schaffung von Arbeitsplätzen und die Beschäftigungsquote im nördlichen Teil Marokkos zu fördern. Die EMA verortet ihr Projekt dabei größeren Kontext der Bemühungen zur Erreichung der UN-Ziele für nachhaltige Entwicklung. Das Bundesministerium für wirtschaftliche Zusammenarbeit und Entwicklung (BMZ), die Industrie- und Handelskammer zu Schwerin in Norddeutschland, die Industrie- und Handelskammer Tanger-Tetouan-Al Hoceima sowie weitere Institutionen sind Partner des Projekts.

#### Materialeinkauf und Supply-Chain-Management für Industrieunternehmen in Marokko
Ziel dieses Projektes ist es, marokkanische Unternehmen in ihrer Wettbewerbsfähigkeit und internationalen Ausrichtung durch den Ausbau von Kompetenzen und Strukturen der marokkanischen Partnerverbände zu stärken. Namentlich sind dies AMCA (auf der Einkaufsseite), AMICA (spezialisiert auf den Automobilsektor) und ASMEX (auf der Exportseite), die mit deutschen Strukturen in den Bereichen Einkauf, Supply Chain Manager und Logistik vertraut gemacht werden. Ziel ist, dass marokkanische KMU von bedarfsorientierten Vermittlern profitieren, die Erfahrung und Kompetenz in der Internationalisierung und im grenzüberschreitenden Supply-Chain-Management haben.

### Veranstaltungen

#### Länder-Foren
EMA e. V. organisiert regelmäßig länderspezifische Foren, in denen Vertreter der Länder der Region sowie Experten aus Wirtschaft und Politik ihre Erfahrungen teilen und ihr Wissen weitergeben. Die Teilnehmer haben die Möglichkeit, sich und ihre Projektideen potentiellen Partnern vorzustellen und sich mit Entscheidungsträgern aus Deutschland und dem jeweiligen Land auszutauschen.

#### Regionale Foren
Bei Regionalforen wie dem Digitalforum, dem Frauenforum oder dem Maghrebforum wird ein besonderer Fokus auf richtungsweisenden Themen und bestimmte Sektoren oder Regionen gelegt, um Möglichkeiten der Zusammenarbeit und Entwicklung zu skizzieren. Vertreter aus verschiedenen Bereichen aus Deutschland und der EMA-Region berichten über ihre Erfahrungen und stellen ihre aktuellen Ideen und Pläne vor.

#### Wirtschaftsdelegationen
Die Wirtschaftsdelegationen, die die EMA ihren Mitgliedern anbietet, dienen der Information über den Markt und der Intensivierung von Geschäftskontakten zwischen deutschen Unternehmen und solchen des Ziellandes. Durch Unternehmensbesuche, Treffen mit wichtigen Entscheidungsträgern vor Ort und Präsentationen über die wirtschaftlichen und politischen Rahmenbedingungen des Ziellandes werden deutsche Unternehmen an den jeweiligen Markt herangeführt und über wesentliche wirtschaftliche und politische Besonderheiten sowie Investitionsmöglichkeiten informiert.

#### Expertengespräche
Mit Roundtable-Veranstaltungen, parlamentarischen Abenden, Business Breakfasts und B2B-Gesprächen will die EMA eine Plattform für den Informations- und Erfahrungsaustausch im kleinen Kreis schaffen.

#### Salon Diplomatique
In regelmäßigen Abständen finden Veranstaltungen zu Nordafrika und dem Nahen Osten mit diplomatischen Vertretern statt, um unterschiedliche Perspektiven der EMA-Länder zu beleuchten. Ziel dieser Veranstaltungen ist es, neue Investitionen des Mittelstandes und den Austausch zwischen Führungspersönlichkeiten anzuregen.

#### Empfänge
Laut der EMA-Website dienen die Empfänge dem Zweck, „sich zu verbessern, zu innovieren und zu wachsen“, indem sie die Menschen der KMU zusammenbringen und sie als Unternehmenswert für Innovation und Wachstum verstehen.

## Publikationen
Die EMA veröffentlicht regelmäßig Länderprofile, die über die politischen und wirtschaftlichen Entwicklungen sowie über kulturelle Aspekte in den jeweiligen Ländern informieren. Sie sind gezielt auf Themen ausgerichtet, die für kleine und mittlere Unternehmen von Interesse sind und unterliegen einer strengen Qualitätskontrolle. Stärken und Schwächen werden nicht nur beschrieben, sondern auch kritisch bewertet.
Die EMA gab regelmäßig die Zeitschrift „Mediterranes“ heraus, die sich mit aktuellen Entwicklungen in relevanten Wirtschaftsbereichen wie Wasser, Umwelttechnik, Logistik oder Handel beschäftigte oder Politik und Diplomatie in der Region analysierte.

## Mitglieder
Der EMA e. V. hat 165 Mitglieder. Darüber hinaus hat die EMA eine Reihe von Kooperationsvereinbarungen mit Institutionen in der EMA-Region und in Deutschland, darunter die sequa gGmbH, das Bundesministerium für Wirtschaft und Klimaschutz (BMWK), das Bundesministerium für wirtschaftliche Zusammenarbeit und Entwicklung (BMZ), die Agentur für Wirtschaft und Entwicklung (AWE), viele Botschaften der Länder der EMA-Region, Industrie- und Handelskammern in den Partnerländern und viele andere. Darüber hinaus bestehen gegenseitige Mitgliedschaften mit Fachverbänden wie dem Bundesverband Materialwirtschaft, Einkauf und Logistik e. V. (BME) oder German Water Partnership (GWP).

## Vorstand
- Ehrenpräsidenten: Prinz Hassan bin Talal von Jordanien, Christian Wulff
- Präsidentin: Heike Fölster
- Generalsekretärin: Clara Gruitrooy
- Vizepräsidenten: Gabriele Groneberg, Abdelmajid Layadi
- Schatzmeister: Stephan Jäger
- Vorstandsmitglieder: Ida Beerhalter (IOME Private Investment), Ingmar Grambow (Ritz Instrument Transformers GmbH), Peter Hartwig (aqua consult Ingenieur GmbH, aqua & waste International GmbH, HS Bremen, Universität Hannover), Harald Hungenberg (ESMT Berlin), Katharina Jahrling (neemen Beauty GmbH), Ute Pfeifer (PfeiferINTERPLAN), Andreas Schnall (Forliance), Daniela Weber-Rey (HSBC, Fnac Darty), Detlev Wösten (H & R AG)